# Makerley Reis
Makerley Reis (Mogi das Cruzes, 1968) é uma atriz brasileira que atuou em diversos filmes do cinema paulistano da Boca do Lixo, principalmente em sua fase final, durante a abertura política, quando os filmes passaram a contar com cenas de sexo explícito. Makerley, cujo nome de batismo é Maria Aparecida, chegou a ser candidata a vereadora de São Paulo pelo PMDB nas eleições de 1988. Tornou-se famosa por exibir os seios durante uma conferência de Leonel Brizola, transformando-se na "Cicciolina brasileira", referência à atriz pornográfica e política italiana Cicciolina. Makerley foi ainda a primeira pessoa a ser entrevistada por Jô Soares na estreia de seu programa Jô Soares Onze e Meia, no mesmo em dia em que foram entrevistados Esperidião Amin e Amir Klink em agosto de 1988. Como ela era então candidata ao cargo de vereadora da cidade de São Paulo pelo PMDB, o Tribunal Regional Eleitoral impugnou sua candidatura por aparecer num programa de TV. Numa entrevista, Jô Soares diverte-se ao lembrar-se de que Makerley "levantou a blusa ao final da nossa conversa".

## Carreira
Makerley Reis iniciou sua carreira como modelo fotográfico e manequim. Sua estreia no cinema aconteceu em 1983, no longa Meninas, Virgens e P..., participando nos anos seguintes de outros filmes do cineasta brasileiro Sady Baby. Em 1987 atuou no teatro na peça "Pacto Erótico", no famoso Teatro das Nações. Foi num filme de Mário Lima, no entanto, que Makerley foi protagonista, em 1987 com A Menina do Sexo Diabólico.

### Filmografia
Dentre os cerca de dez filmes que Makerley atuou, constam:
- 1988 - A Vingança Diabólica
- 1987 - As Taras do Mini-Vampiro
- 1987 - A Menina do Sexo Diabólico
- 1986 - A Mulher do Touro
- 1986 - Emoções Sexuais de um Jegue
- 1986 - Emoções Sexuais de um Cavalo
- 1986 - A Máfia Sexual
- 1983 - Meninas, Virgens e P...

### Teatro
- 1987 - "Pacto Erótico", peça no Teatro das Nações[1]